# Santa Lucia dei Magnoli

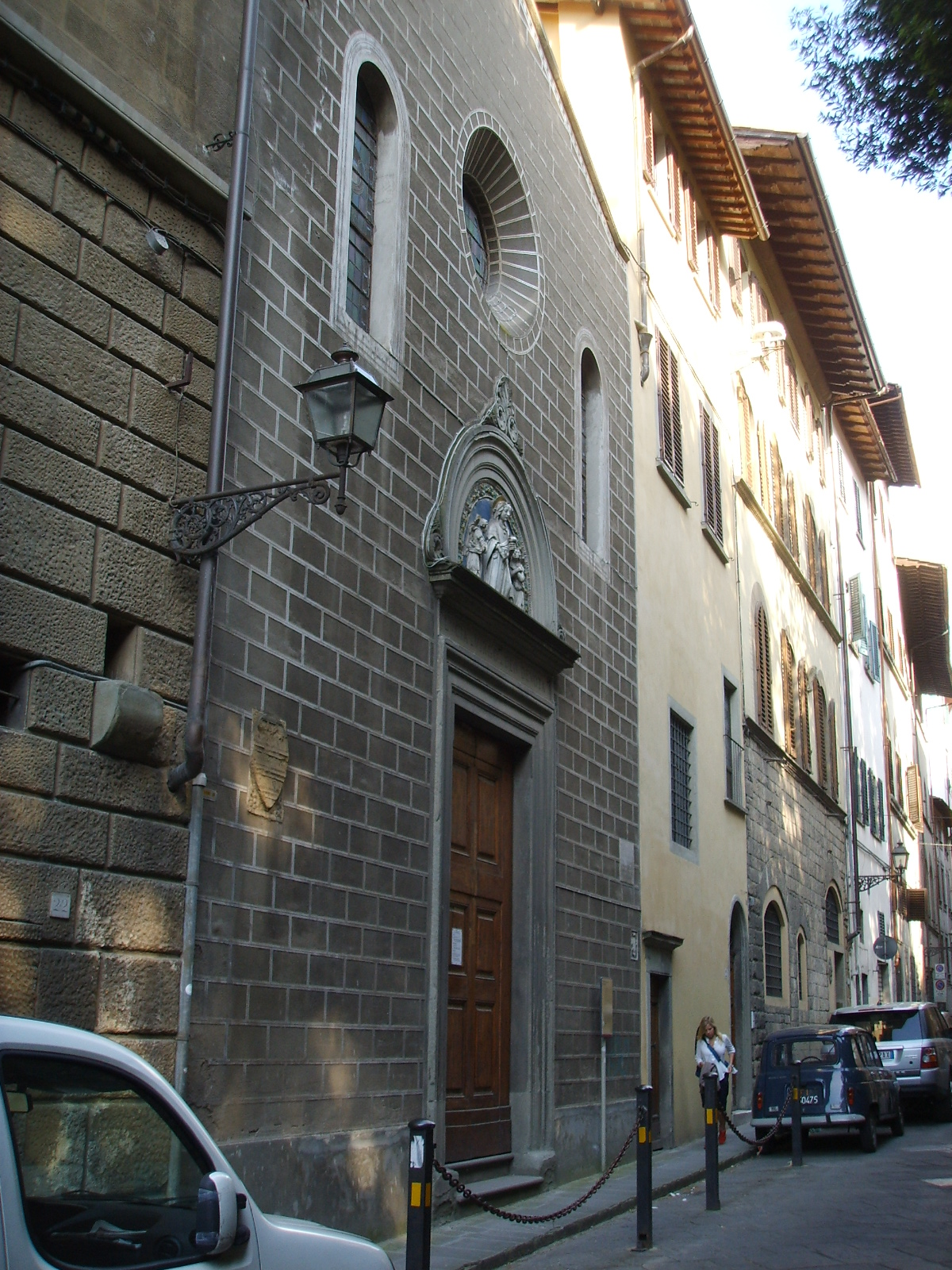
Außenansicht Santa Lucia dei Magnoli (2008)

Santa Lucia dei Magnoli ist eine römisch-katholische Kirche in Florenz. Die Kirche ist benannt nach der heiligen Lucia, die im 4. Jahrhundert als christliche Märtyrerin starb und große Verehrung fand.

## Geschichte und Kunst
Der Bau in der Via dei Bardi wurde erstmals im 11. Jahrhundert urkundlich erwähnt. Bauherr war der Ritter Uguccione Della Pressa. Nach seinem Tod wurde die Kirche unter seinem Sohn Magnolo fertiggestellt, was sich heute noch am Beinamen der Kirche ablesen lässt. Die Kirche in ihrer heutigen Form stammt aus dem 16./17. Jahrhundert.
An der Frontfassade befindet sich ein Lünettenrelief aus glasierter Terrakotta, wahrscheinlich von Benedetto Buglioni. Es stellt die heilige Lucia zwischen zwei knienden Engeln dar. Im Kircheninnenraum findet sich ein Deckengemälde von 1842 und spätbarocke Stuckarbeiten im Bereich des Chors.

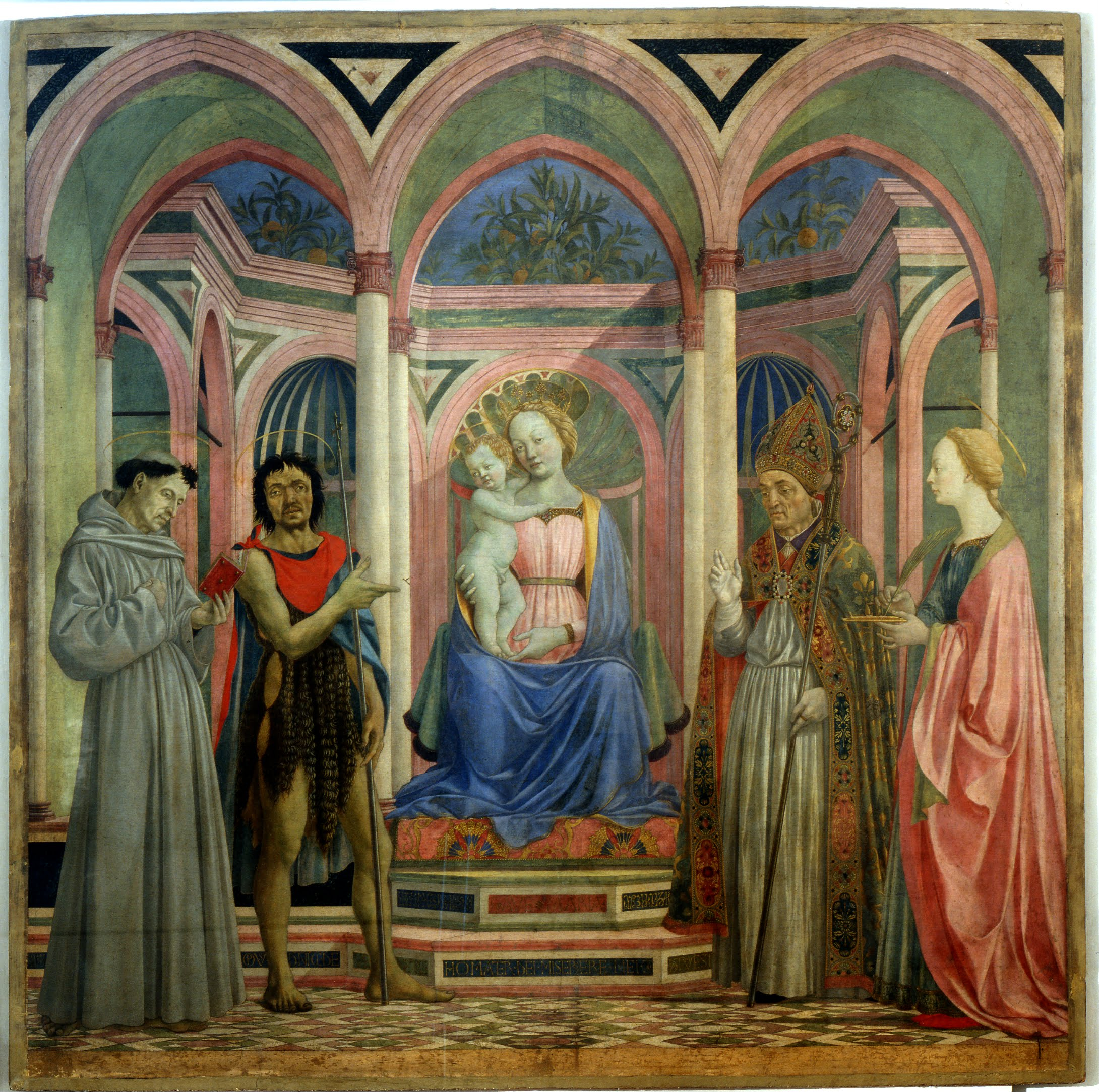
Hochaltarbild von Domenico Veneziano (ca. 1445–1447). Heute in den Uffizien.

Das Altarbild Santa Lucia de’Magnoli (italienisch Pala di Santa Lucia de’ Magnoli) des italienischen Malers Domenico Veneziano aus den Jahren 1445–1447 befindet sich heute in den Uffizien.